# 李提香
李提香（1989年9月1日—），是一名中国足球运动员现效力于中超球队浙江，司职中场或后卫。

## 俱乐部生涯
2004年，李提香加盟北京国安梯队，并在2009年被提升进入一队。2010年，他入选由北京国安二队组成的卫星球队北京国安精英参加新加坡职业足球联赛以增加比赛经验。该赛季他身披10号球衣，是球队的核心球员。2月12日，李提香在联赛第一轮比赛首发出场，第一次亮相职业联赛，最终北京国安精英主场0比1不敌埃图瓦勒。5月31日，李提香在新加坡杯第一轮对阵来自香港甲组足球联赛的邀请球队杰志的比赛中首开记录，射进职业生涯的首个进球，但最终球队加时赛1比2不敌对手被淘汰。9月7日，在北京国安精英和幼狮足球队的联赛比赛中，双方发生群殴事件。李提香也牵涉到斗殴事件，不过由于不是主动参与，最终被罚款2500新加坡元而没有被给予停赛处罚。10月19日，李提香在北京国安精英主场1比3不敌新潟天鹅 (新加坡)的比赛中射进首个职业联赛进球。2010赛季中，李提香联赛出场31次，进球1个；杯赛和联赛杯各有一次出场，取得1球。
2011年，李提香回归北京国安报名参加中国足球超级联赛。5月25日，他在2011年中国足协杯第三轮对阵南昌衡源的比赛第46分钟替补张稀哲出场，首次代表国安一线队出战，最终跟随球队6比1狂胜对手进入下一轮。7月2日，他在北京国安客场1比1战平陕西人和的比赛下半场替补朴成出场，第一次在中超联赛亮相。2011赛季，他的大部分时间都是在预备队联赛中度过，联赛仅有2次替补登场机会。之后两个赛季，他在联赛的出场数次逐年增加，2012赛季为6场，2013赛季为10场。
2014年1月，李提香被租借到葡萄牙足球甲级联赛球队通德拉半个赛季。但他并没有得到太多机会，仅在5月11日联赛最后一轮客场0比1不敌莫雷伦斯的比赛中出场一次。次日，通德拉官方宣布李提香租借期满离开球队。
2016年夏天，李提香加入石家庄永昌。同年石家庄永昌降級後，李提香在2017年1月加入广州富力。

## 轶闻
李提香的名字“提香”来自意大利文艺复兴后期威尼斯画派的代表画家提香。李提香在一次采访中透露，姓氏加上名人的名字是他家取名的传统。